# Place Serge-Poliakoff
La place Serge-Poliakoff est une voie située dans le 13e arrondissement de Paris, en France.

## Situation et accès
La place est située à l'intersection de la rue Jean-Colly, de la rue de Domrémy et de la rue de Richemont.

## Origine du nom

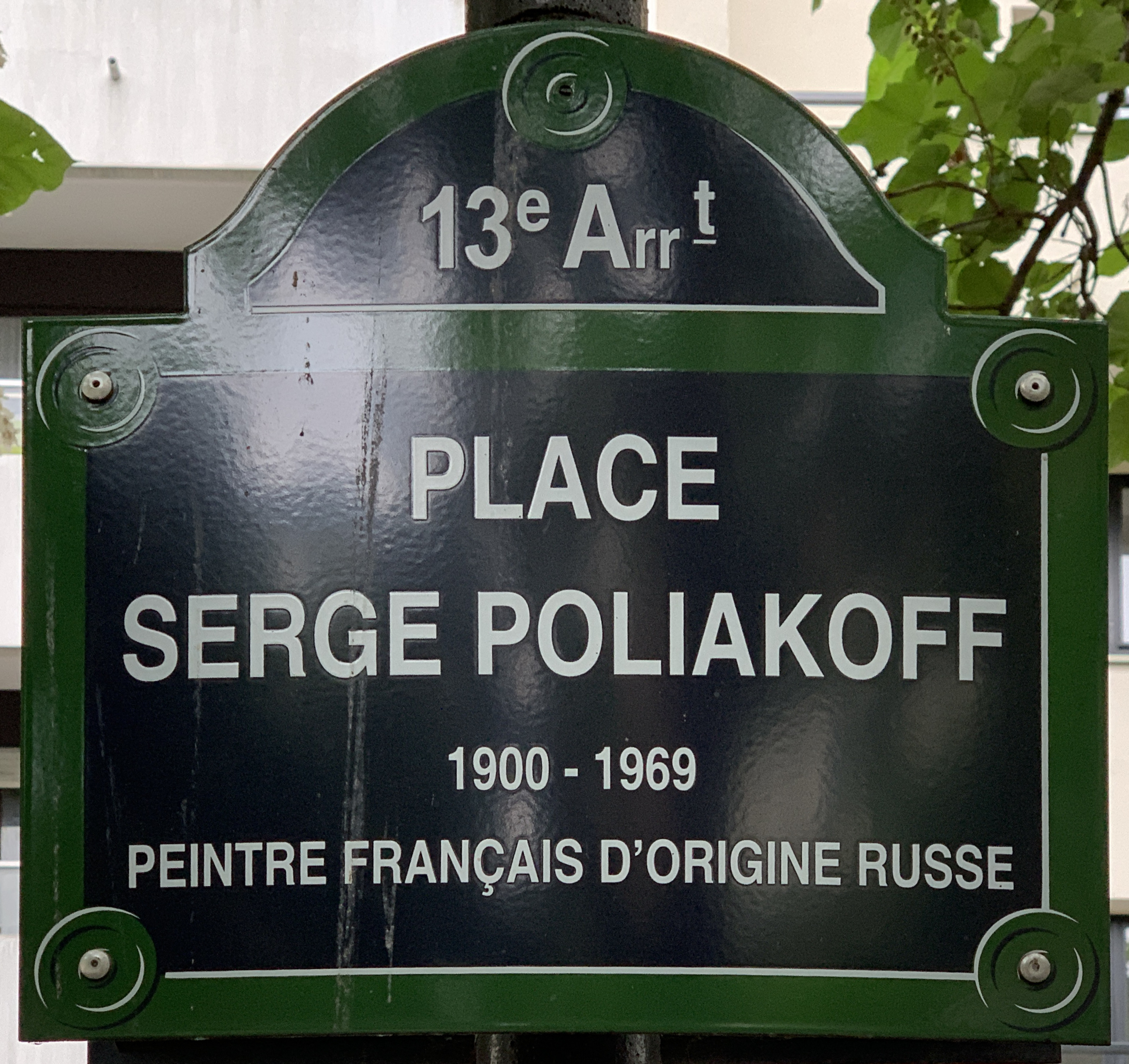
Plaque de la place.

La place porte le nom du peintre Serge Poliakoff (1900-1969), un peintre français d'origine russe appartenant à la nouvelle École de Paris.